# Śālistambasūtra

Le Śālistambasūtra (« Sūtra de la Pousse de riz » ou « Sūtra du Riz en herbe » en sanskrit) est un sūtra bouddhique datant du Ier ou IIe siècle av. J.-C.. Il s’agirait d’un texte primitif du mahāyāna.

## Contenu
Ce sūtra a pour sujet la coproduction conditionnée et rapporte l’explication de Maitreya à Śāriputra d’une parole du Bouddha : « Ô moines, voir les douze éléments de la production interdépendante, c’est cela que j’appelle voir le Dharma. Et voir complètement le Dharma, c’est cela que j’appelle voir le Bouddha. »

## Influence
Le Śālistambasūtra a entre autres influencé le Madhyamakāvatāra de Candrakīrti.

## Traductions
Le canon chinois comprend cinq versions de ce texte, deux d’entre elles étant anonymes. Les traducteurs connus sont Zhi Qian (IIIe siècle), Amoghavajra (VIIIe siècle) et Dānapāla (XIe siècle). Le nom chinois de ce sutra est le Fo shuo da cheng dao gan jing 佛說大乘稻芉經.
Le texte a également été traduit en tibétain par un inconnu.